# Pontmain-i Miasszonyunk

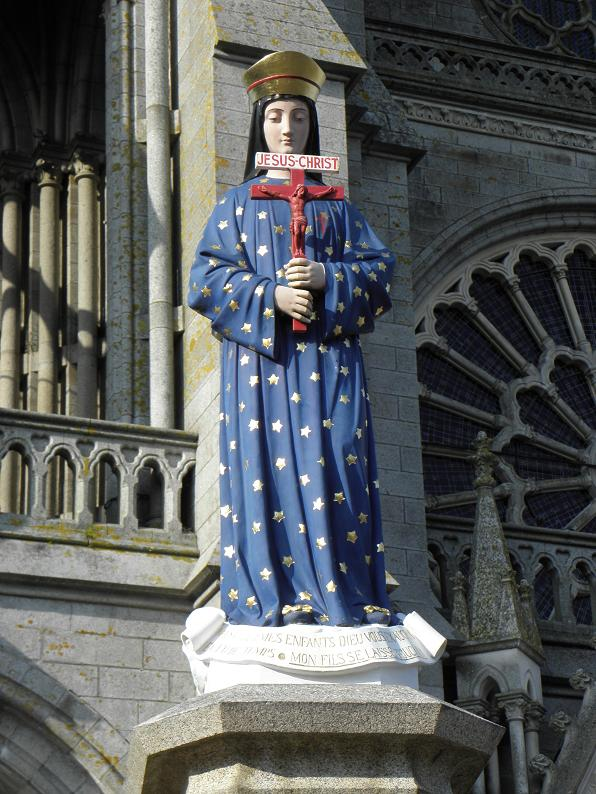
A Pontmain bazilikánál álló Szűz Mária szobor, ahogy a jelenséget a szemtanúk leírták

Pontmain-i Miasszonyunk egy Szűz Mária-jelenés, ami Franciaországban, a Párizstól nyugatra fekvő Pontmain településen történt a 19. században.

## Történelmi időszak
A német hadsereg Párizstól nyugat felé tört 1871 elején. Már 20 kilométerre volt front Pontmain-tól. Azonban január 20-án fordulat következett be: Schmidt tábornok elrendelte a csapatok visszavonulását. Január 28-án aláírták a békeszerződést.

## A jelenség
Látnokok
- Eugène Barbedette 12 éves
- Joseph Barbedette 10 éves
- Jeanne-Marie Lebossé  9 éves
- Françoise Richer 11 éves

A francia faluban buzgón imádkozták a rózsafüzért 1871 január 17-én. A Barbadette család apjukkal a csűrben dolgoznak este. Az egyik fia, Eugẻne, kijött a csűrből, hogy megnézze a templom óráján, hány órát mutat. Fél hat volt. A Szűzanya négy gyermeknek jelent meg, míg a többi jelenlévő nem látta.

### A jelenés lefolyása
Fél hattól kilenc óráig a Szent Szűz mozdulatlanul állt. Addigra már a helyszínen tartózkodik a pap és imádkozni kezd. A jelenlévők csatlakoznak Guerin atyához, és együtt imádkozták a rózsafüzért. Ekkor a Szűz nagyobbá lett, köpenyén a csillagok megsokasodtak, és egy kék szalag jelent meg lábai alatt. Az atya elkezdi imádkozni a Magnificatot. Ezután betűk tűntek fel, a szalagon mintha valaki folyamatosan írná, és a gyerekek egyenként olvasták össze. A betűkből ezt olvasták ki a gyerekek:
Imádkozzatok gyermekeim!
Ekkor az atya megkérte a jelenlévőket, imádkozzák a Szent Szűz litániáját, hogy nyilvánuljon meg az akarata. Újból betűket olvasnak a gyerekek.
Isten rövid idő múlva meghallgat titeket.
Negyedik imát kezdeményeznek, az 'Inviolatát' kezdik, és amikor ahhoz a mondathoz érnek "O, Mater Alma, Christi Carissama", a betűk újra megjelennek.
Fiam.
Az ötödik imádság a Salve Regina, mert ekkor már mindenki felismerte a jelenségben a Szűzanyát.
Fiam, megenyhül irántatok.
Ez a mondat alá volt húzva. A plébános újabb egy Pontmain-ban hagyományos ének-imát kezd. A Reménység Anyját. "Reménység Anyja. Milyen kedves ez a név óvd meg Franciaországot! Imádkozzál, imádkozzál érettünk!" A Szűzanya ragyogóvá válik és mosolyog, majd kezét vállmagasságig emelve a szíve fölé mutat, ahol egy kis piros kereszt van. Az "Édes Jézus" ima következik. Amikor elkezdik a Parce Domini résznél a Szent Szűz arca szenvedést mutat. Megjelenik egy vörös feszület, melyet mindkét kezével átölel. Tetején egy tábla jelenik meg, amin vérrel írva "Jézus Krisztus". A mély fájdalom érzése átterjed a tömegre. Négy gyertya van körülötte, melyet egy égboltról elvált csillag gyújt meg. A nyolcadik ima az "Ave Maris Stella". Eltűnik a kereszt, és két kis kereszt jelenik meg a válla felett. Az Atya az esti imádság megtartására szólítja fel a körbegyúlt tömeget. A Szűz alakja lassan elfátyolosodik, majd végül eltűnik.
Egyik látnok megfigyelte 43 csillag volt a Szűzanya köpenyén.

### Értelmezések

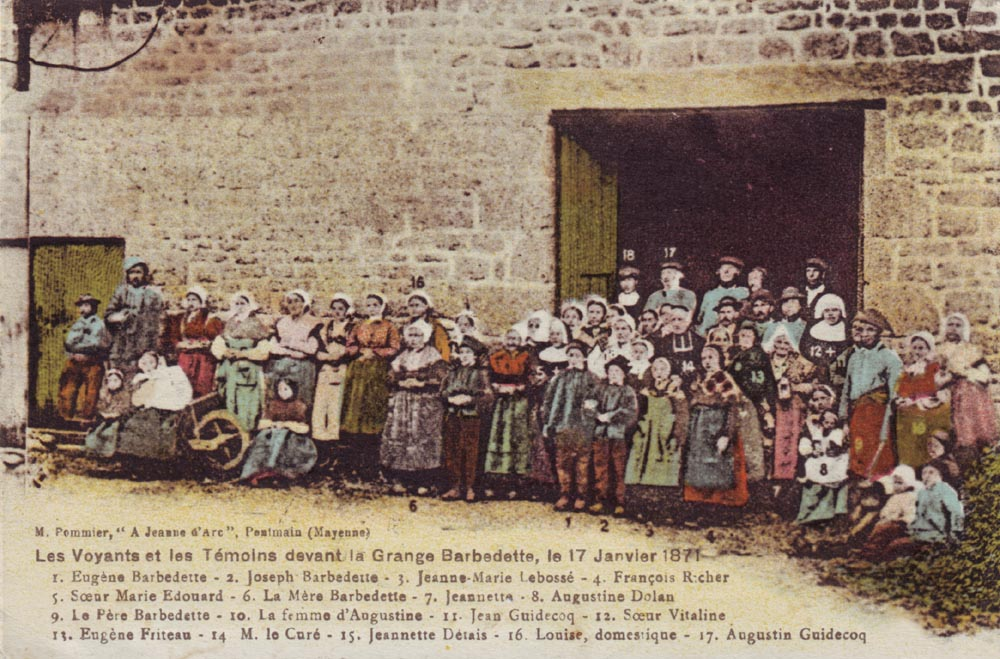
Az első sorban a kapu előtt - lábuk alatt számozás - látható a négy gyermek látnok alakja.

Volt aki úgy vélekedett, hogy Franciaország elvilágiasodott, az iskolákból száműzték a kereszténységre jellemző oktatást, és kísérletet tettek az egyházi iskolák államosítására. 43 év múlva kitört az első világháború.

### Vizsgálat
Wickar püspök egy év múlva kiadott pásztorlevelében - 1872. február 7-én -, hogy  „Szűz Mária Pontmainban valóban megjelent”. Itt bazilikát építettek a Szűz Mária-jelenés emlékére. 1875-ben a Vatikán is elfogadta a jelenés hitelességét.